# Pastuszka
Pastuszka (niem. Viehhof) – kolonia w Polsce położona w województwie zachodniopomorskim, w powiecie gryfińskim, w gminie Gryfino.
W latach 1975–1998 miejscowość administracyjnie należała do województwa szczecińskiego.